# ميان وانغ
ميان وانغ (بالصينية: 王美银) (و. 1988  م) هو راكب دراجة هوائية، من جمهورية الصين الشعبية.

## سباقات أو مراحل فاز بها
| التاريخ        | السباق            | المركز                                         |
| -------------- | ----------------- | ---------------------------------------------- |
| 02 مارس 2016   | طواف لانكاوي 2016 | الفائز في ترتيب التسلق                         |
| 24 أكتوبر 2017 | طواف قوانغشي 2017 | الثامن في تصنيف النقاط                         |
| 22 أكتوبر 2019 | طواف قوانغشي 2019 | الثامن في تصنيف النقاط، التاسع في تصنيف الجبال |

## روابط خارجية
- ميان وانغ على موقع الاتحاد الدولي للدراجات (الإنجليزية)
- ميان وانغ على موقع أرشيف الدراجات (الإنجليزية)
- ميان وانغ على موقع إحصائيات الدراجات الإحترافية (الإنجليزية)
- ميان وانغ على موقع نسبة الدراجات (الإنجليزية)